# Fast Car
Fast Car è un singolo della cantante statunitense Tracy Chapman, il primo estratto dall'album in studio di debutto eponimo e pubblicato il 6 aprile 1988.
L'apparizione della Chapman al concerto tributo per i 70 anni di Nelson Mandela contribuì notevolmente al lancio del brano, facendolo debuttare nella top five britannica e nella top ten statunitense.
Il brano fu nominato per tre Grammy Awards, trionfando nella categoria di miglior interpretazione vocale femminile pop. La rivista Rolling Stone lo ha inoltre collocato alla 165ª posizione della lista delle 500 migliori canzoni della storia.

## Descrizione
La canzone è una storia di povertà generazionale. La narratrice del brano racconta la storia della propria dura vita, cominciando dal momento in cui sua madre lasciò il marito, disoccupato ed alcolizzato, e la narratrice decise di lasciare la scuola per occuparsi del padre. In seguito racconta di aver abbandonato la propria città natale con il fidanzato nella speranza di avere una vita migliore. Tuttavia si trova a ripercorrere la vita di sua madre: anche suo marito è disoccupato e si dà all'alcol. Nell'ultima frase del brano la narratrice, rivolgendosi al marito, gli dice «take your fast car and keep on driving» («prendi la tua auto veloce e continua a guidare»). Il ritornello del brano, che per tutta la durata della canzone diceva «We gotta make a decision, leave tonight or live and die this way» («Dobbiamo prendere una decisione, andarcene stanotte o vivere e morire in questo modo»), nell'ultima parte cambia il soggetto della frase da we (noi) a you (tu).

## Pubblicazione e accoglienza
Il singolo è stato pubblicato il 6 aprile 1988, un giorno dopo l'uscita dell'album Tracy Chapman. Nel mese di giugno, la cantante ha preso parte al concerto tributo per i 70 anni di Nelson Mandela, dove avrebbe dovuto cantare tre canzoni. Poco prima di salire sul palco, l'ospite a sorpresa Stevie Wonder apprese che il floppy disk della sua tastiera era scomparso. Se ne andò in preda al panico, costringendo gli organizzatori dell'evento a far tornare Chapman con nient'altro che un microfono e la sua chitarra. Mentre gli organizzatori preparavano il palco per l'esibizione successiva, la cantante eseguì Fast Car e Across the Lines. Questa esibizione attirò grande attenzione, spingendo l'album fino al numero uno della Billboard 200 il 27 agosto 1988. La stessa settimana, Fast Car raggiunse il sesto posto nella Billboard Hot 100.
Nel Regno Unito, la canzone ottenne inizialmente la quinta posizione della Official Singles Chart. Nell'aprile del 2011, dopo essere stata eseguita da un concorrente di Britain's Got Talent, è rientrata in classifica al quarto posto, una posizione sopra a quella originaria del 1988. Il singolo è stato certificato quattro volte disco di platino dalla British Phonographic Industry.

## Tracce
7" Single
1. Fast Car - 4:26
2. For You - 3:09

12" Maxi
1. Fast Car (LP Version) - 4:58
2. For You - 3:09
3. Behind The Wall (Live) - 2:30

## Classifiche
| Classifica    | Posizione più alta |
| ------------- | ------------------ |
| Australia     | 4                  |
| Canada        | 1                  |
| Danimarca     | 29                 |
| Germania      | 81                 |
| Irlanda       | 1                  |
| Nuova Zelanda | 21                 |
| Paesi Bassi   | 1                  |
| Regno Unito   | 6                  |
| Stati Uniti   | 6                  |
| Svezia        | 9                  |

## Cover
La canzone è stata oggetto di numerose cover da parte di gruppi musicali come i R.E.M., The Flying Pickets, Swimming With Dolphins, Hundred Reasons, Xiu Xiu, Vertical Horizon, Even Nine, Darwin's Waiting Room, Jesse James, The Love Project, Amazing Transparent Man, Matchbox Twenty, The Wilkinsons e da cantanti solisti come Kristian Leontiou, Wayne Wonder, Tristan Prettyman, David Usher, Mutya Buena e Hitomi Yaida.
La canzone è stata anche campionata dal gruppo rap Nice & Smooth per la canzone Sometimes I Rhyme Slow. Anche il rapper inglese Example ha campionato il brano della Chapman per la sua I Need a Fast Car.
Nel 1991 la cantante Gabrielle registrò un demo della sua canzone Dreams, che utilizzava un campionamento di Fast Car. Quando nel 1993 il brano fu pubblicato su disco singolo, il campionamento di Fast Car fu rimosso per problemi di copyright, ma quella versione di Dreams ha continuato a circolare nei circuiti dei night club.
Nel 2012 viene eseguito durante il 62º Festival di Sanremo in una versione a duetto tra Noemi e Sarah Jane Morris, e nello stesso anno Ryan Montbleau ne fa una cover che riscuote un discreto successo.

## Cover di Jonas Blue
Nel 2015 il produttore discografico Jonas Blue ha inciso e pubblicato una cover del brano, stavolta in versione tropical house e con la collaborazione della cantante britannica Dakota. Questa nuova versione ha ottenuto un ottimo successo internazionale, riportando in auge il brano e raggiungendo la vetta delle classifiche di Australia, Ungheria, Lettonia e Scozia.

### Tracce
Download digitale
1. Fast Car (Radio Edit) – 3:32

Versione acustica
1. Fast Car (Acoustic) – 3:37

Download digitale – Remixes
1. Fast Car (Club Mix) – 5:30
2. Fast Car (Grant Nelson Remix) – 6:02
3. Fast Car (Rare Candy Remix) – 5:42
4. Fast Car (Daddy's Groove Remix) – 5:23
5. Fast Car (Steve Smart Remix) – 4:58

### Classifiche
| Classifica (2015/16) | Posizione raggiunta |
| -------------------- | ------------------- |
| Australia            | 1                   |
| Lussemburgo          | 1                   |
| Scozia               | 1                   |
| UK Dance Chart       | 1                   |
| US Dance Chart       | 1                   |
| Nuova Zelanda        | 2                   |
| Germania             | 2                   |
| Svezia               | 2                   |
| Austria              | 3                   |
| Paesi Bassi          | 3                   |
| Belgio (Fiandre)     | 3                   |
| Svizzera             | 4                   |
| Italia               | 5                   |
| Danimarca            | 6                   |
| Belgio (Vallonia)    | 7                   |
| Norvegia             | 9                   |
| Spagna               | 10                  |
| Finlandia            | 10                  |
| Francia              | 14                  |

## Cover di Luke Combs
Nel 2023 il cantautore country Luke Combs ha inciso una versione della canzone, pubblicandola come secondo singolo estratto dal suo quarto album in studio Gettin' Old. La canzone è stata inviata alle radio contemporanee e country nell'aprile 2023, diventando il primo singolo di Combs a essere distribuito alle radio contemporanee nonché la prima canzone in cui l'artista non contribuisce al testo. La canzone ha ottenuto un notevole successo in radio, raggiungendo la seconda posizione della Billboard Hot 100, superando il picco raggiunto dalla versione originale della Chapman, nonché la seconda posizione in Canada.
Il testo della versione di Combs è rimasto totalmente invariato rispetto a quello originale, inclusi anche i riferimenti femminili come nella frase «I work in the market as a checkout girl». Il manager del cantante, Chris Kappy, ha dichiarato a Billboard : «anche Luke è un cantautore e Tracy è una delle sue artiste preferite. Il suo obiettivo era quello di mantenere inalterato il testo. Il suo obiettivo era quello di onorare la perfezione che rappresenta e cambiare il testo non gli è neanche mai passato per la testa».
In una intervista a Billboard, la Chapman ha parlato positivamente di Combs e della sua versione della canzone, dichiarando: «Non mi sarei mai aspettata di vedermi sulle classifiche country ma sono onorata di esserci. Sono felice per Luke e per il suo successo e grata che nuovi fan hanno scoperto e apprezzato Fast Car». Secondo la Billboard, la Chapman ha guadagnato circa 500.000 dollari di royalties nei primi mesi dalla pubblicazione della versione di Combs.

### Classifiche

#### Classifiche settimanali
| Classifica (2023) | Posizione massima |
| ----------------- | ----------------- |
| Australia         | 3                 |
| Canada            | 2                 |
| Irlanda           | 16                |
| Nuova Zelanda     | 14                |
| Regno Unito       | 51                |
| Stati Uniti       | 2                 |

#### Classifiche di fine anno
| Classifica (2023)   | Posizione |
| ------------------- | --------- |
| Canada              | 9         |
| Stati Uniti         | 8         |
| Stati Uniti Country | 2         |
| Classifica (2024)   | Posizione |
| Australia           | 30        |
| Canada              | 37        |
| Stati Uniti         | 23        |